# ビリー・ウィリアムズ (ミュージックホールのパフォーマー)

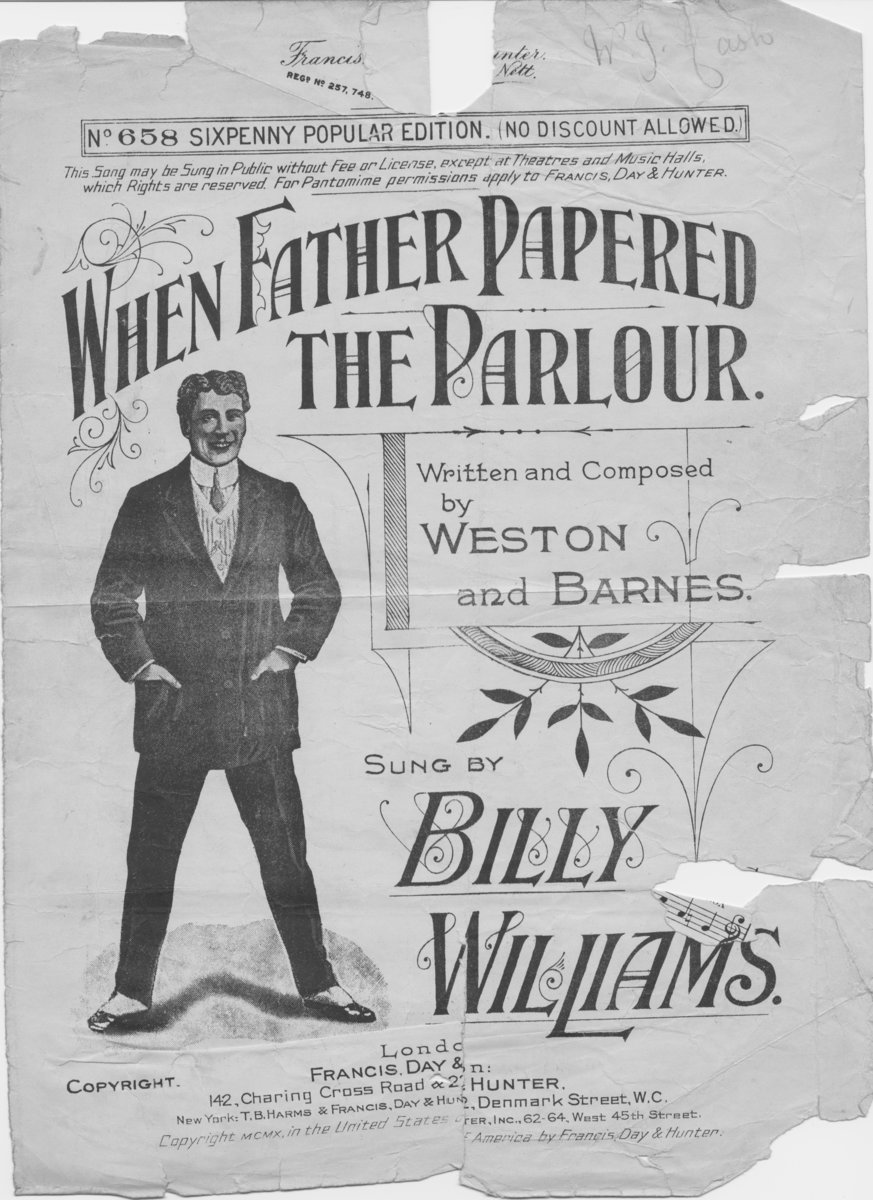
ウィリアムズの姿を描いた、「When Father Papered the Parlourの楽譜（1910年）の表紙。

ビリー・ウィリアムズ（Billy Williams, 1878年3月3日 - 1915年3月13日）は、活動当時、また歴史上も、最も数多くの録音を残したエンターテナーのひとり。出生名は、リチャード・アイザック・バンクス (Richard Isaac Banks) といったが、出身地であるオーストラリアを離れて以降、名を変えた。ウィリアムズが残した500曲以上の録音は、彼が若死にした1915年以降、永く何万枚も売れた。
メルボルンに生まれたウィリアムズは、様々な仕事を経た後、芸能の世界に入り、1899年にイングランドへ渡った。ウィリアムズは、当時「コーラス・ソング (chorus-songs)」として知られていた曲をミュージックホールで歌って人気者となった。また、パントマイムも演じた。

## 経歴
1906年、ウィリアムズは最初の録音を行ない、以降、シリンダー (cylinder) やディスクに多数の録音を残した。
1910年、ウィリアムズは母国オーストラリアに戻って広汎な巡業を行ない、熱狂的に歓迎された。同年の遅い時期にイングランドに戻ったウィリアムズは、ソングライターのフレッド・ゴッドフリー (Fred Godfrey) との協働関係を続けた。ふたりは「歌工場 (song factory)」と表現されるように、協力した働いていた（ただし、作詞作曲はすべてゴッドフリーが担っていたと考えられている）。
1912年は、ウィリアムズの絶頂期となり、この年の最初のロイヤル・コマンド・パフォーマンス (Royal Command Performance) に出演し、全国紙各紙から絶賛された。しかし、この名声は永続きせず、1914年後半に病を得たウィリアムズは、1915年3月にブライトンに近いホヴで死去した。その死因は「敗血症性前立腺炎 (septic prostatitis)」とその手術に伴う合併症であったが、世間は「それまでのやり放題の社交生活 (previous social excesses)」と結びつけて様々に噂した。
ウィリアムズは、イングランド南部ウェスト・サセックス州ショアハム＝バイ＝シー (Shoreham-by-Sea) のミル・レーン墓地 (Mill Lane Cemetery) に埋葬された。墓石は、家族と同じ区画にあり、次のように記されている。
| In Ever Loving Memory of William Holt Williams - "Billy Williams" whom God called 13 March 1915 aged 37 years. Farewell Fair Heart until we Meet Again - WIFE. Also of RICHARD SHAW father of the above whom God called 6 August 1914 aged 63 years. 1915年3月13日に37歳で神に召された「ビリー・ウィリアムズ」ことウィリアム・ホルト・ウィリアムズの愛しい思い出のうちに。 「さらば美しき心、また逢う日まで」- 妻。 また、1914年8月6日に63歳で神に召されたその父リチャード・ショーの愛しい思い出のうちに。 |

ビリー・ウィリアムズは、オーストラリアにおける最も初期のプロ・ゴルファーで、1911年に創設されたオーストラリア・プロ・ゴルファー協会 (Australian Professional Golfers Association) の創設メンバーあった、リチャードとローリーのバンクス兄弟 (Richard and Rowley Banks) と、兄弟であった。
ウィリアムズは、エイミー・ロビンソン (Amy Robinson) と1901年に結婚し、彼女は夫の死後61年間ほど生き延びた。
ウィリアムズとエイミー・ロビンソン の間には、（夭折した者を除いて）4人の子どもたちがいたが、ウィリアムズの死後、エイミーとともにオーストラリアへ渡り、その地でその後の人生を送った。
ウィリアムズの孫や曾孫は、オーストラリアのシドニーに住んだ。